# Mariscal de campo (Pakistán)
El Mariscal de campo (FM) es el rango más alto del Ejército de Pakistán otorgado por el gobierno de Pakistán a los oficiales del Ejército de Pakistán en reconocimiento al servicio distinguido. Aunque es un rango actual y autorizado con un grado salarial de "Escala Apex", ha sido conferido solo dos veces en la historia: a Ayub Khan en 1959 y a Asim Munir en 2025. Es un rango honorario y no conlleva poderes ni grado salarial adicionales. Es equivalente a almirante de la flota en la Armada de Pakistán y mariscal de la fuerza aérea en la Fuerza Aérea de Pakistán, y si bien es un rango normalmente superior en el ejército de Pakistán, se puede denominar "escala de rango estándar" de general de cinco estrellas para distinguirlo de otras insignias militares.

## Historia
Desde que Pakistán logró su independencia en 1947, ha conferido el título de Mariscal de Campo en dos ocasiones, siendo la primera a Ayub Khan.
El segundo caso ocurrió en mayo de 2025, cuando Asim Munir, Jefe del Estado Mayor del Ejército, fue ascendido al rango de Mariscal de Campo por sus contribuciones en el conflicto entre India y Pakistán de 2025.

## Cita
El nombramiento de mariscal de campo se realiza mediante una apelación presentada para su revisión por el Primer Ministro de Pakistán en un esfuerzo conjunto con el Presidente y el Ministerio de Defensa ante la Corte Suprema o el tribunal superior por órdenes constitucionales bajo ciertas reglas y regulaciones, aunque el presidente ejerce el poder del comandante en jefe y el primer ministro dirige la Asamblea Nacional.

## Lista de designados
| No. | Portrait | Name (born–died)               | Date of appointment | Notes                                   | Ref.  |
| --- | -------- | ------------------------------ | ------------------- | --------------------------------------- | ----- |
| 1   |          | Muhammad Ayub Khan (1907–1974) | Octubre de 1959     | Presidente de Pakistán (1958–1969)      | [ 8 ] |
| 2   |          | Asim Munir (born 1968)         | 20 de mayo de 2025  | Chief of the Army Staff (2022–presente) | [ 4 ] |